# ジュジャ・ケルメツィ
ジュジャ・ケルメツィ（Zsuzsa Körmöczy, または Zsuzsi Körmöczy, ハンガリー語：Körmöczy Zsuzsa ケルメツィ・ジュジャ, 1924年8月25日 - 2006年9月16日）は、ハンガリー・ブダペスト出身の女子テニス選手。1958年の全仏選手権（現在の全仏オープン）女子シングルス優勝者で、当地の女子テニス選手として唯一の4大大会シングルス優勝者である。彼女は全仏オープン女子シングルスで「33歳9ヶ月」の最年長優勝記録を樹立した。“Zsuzsa”（ジュジャ）というハンガリー語の名前が読みにくいことから、英語文献では Suzy Körmöczy （スージー・コルモッツィ）という簡略化した表記も見られる。

## 来歴
ケルメツィのテニスは、粘り強いベースライン・プレーヤーのスタイルで、トップスピン（順回転）のフォアハンド・ストロークを最も得意にした。少女時代から晩年まで、ハンガリーの国民的な人気者であった彼女は、同国最初の4大大会シングルス優勝者になったヨージェフ・アシュボード（1947年全仏選手権男子シングルス優勝）に比べて、はるかに多数の文献資料や写真が残っている。
ジュジャ・ケルメツィは12歳でハンガリーの女子ジュニア・チャンピオンになり、14歳で初めての海外遠征に出るほどの有望選手だったが、彼女が15歳の時に第2次世界大戦が勃発した。終戦後にテニス経歴を再開し、1947年全仏選手権で初めてのベスト8に進出する。当時23歳のケルメツィは、準々決勝で第1シードのマーガレット・オズボーンに 0-6, 3-6 で完敗した。（この大会の男子シングルスで、ヨージェフ・アシュボードがハンガリー人のテニス選手として最初の4大大会優勝者になった。）この年にウィンブルドン選手権にもデビューしたが、1回戦で第8シードのジーン・ボストックに 4-6, 3-6 で敗れた。ウィンブルドン選手権では、大会前年度優勝者がセンター・コートの第1試合（オープニング・マッチ）に出る伝統があるが、1946年の優勝者ポーリーン・ベッツ（アメリカ）がプロテニス選手に転向したため、地元イギリス人選手であるボストックの試合がオープニング・マッチに割り当てられ、ケルメツィはそこに出場したのである。翌1948年には、第5シードで出場した全仏選手権は初戦で敗退したが、ウィンブルドン選手権でシャーリー・フライとの4回戦に進出した。
しかし、1948年末にケルメツィの妊娠が分かり、1949年に娘を出産する。出産直後から激痛に悩まされるようになったケルメツィは「腎臓結石」と診断され、1951年の夏まで休養を余儀なくされた。その後も、彼女の競技生活はけがや病気との闘いが続いた。1951年のウィンブルドン選手権で3年ぶりに復帰し、マーガレット・オズボーン・デュポンとの3回戦に進出した後、1952年にも病気療養の生活を送る。1953年のウィンブルドン選手権で、ケルメツィは初めてのウィンブルドン・ベスト8に入り、第2シードのドリス・ハートに 5-7, 5-7 で敗れた。ここで腎臓の病気がぶり返し、1954年9月に腎臓の手術を受ける。ようやく1955年に入ってから、彼女は全仏選手権・ウィンブルドン選手権に挑戦するコンディションを取り戻した。
1955年のウィンブルドン選手権で、ケルメツィは2回戦で第4シードのアンジェラ・モーティマー（イギリス）を破って波に乗り、第6シードのダーリーン・ハード（アメリカ）との準々決勝に進出した。翌1956年の全仏選手権で、彼女は1947年以来9年ぶりの好成績を出し、ようやく女子シングルスのベスト4に初進出した。2年後の1958年全仏選手権において、ジュジャ・ケルメツィの根気強い努力はついに報われ、初進出の決勝でシャーリー・ブルーマー（イギリス）を 6-4, 1-6, 6-2 で破って初優勝を飾った。これはハンガリー出身の女子テニス選手として最初の4大大会シングルス優勝であり、今なお同国の女性としては唯一の記録である。ヨージェフ・アシュボードの全仏男子シングルス優勝からも、すでに11年の歳月が流れていた。初優勝時の年齢「33歳9ヶ月」は、全仏オープンの女子シングルスでは史上最年長優勝記録である。全仏初優勝の後、ケルメツィはウィンブルドン選手権でも初めてのベスト4に入る。この年は出場9大会のうち、ウィンブルドンを除く8大会で優勝し、当時の女子テニス世界ランキングで「2位」に入った。
1959年の全仏選手権で、ケルメツィはハンガリー女性として史上初の4大大会シングルス第1シードに選ばれた。しかし、2年連続の進出となった決勝戦で当時18歳のクリスティン・トルーマン（イギリス）に 4-6, 5-7 で敗れ、大会連覇を逸した。1961年全仏選手権では、ケルメツィは第10シードから4度目のベスト4に勝ち上がり、準々決勝で第2シードのマリア・ブエノ（ブラジル）を破った後、準決勝でアン・ヘイドン（イギリス）に 6-3, 1-6, 3-6 の逆転で敗れ、3度目の決勝進出を逃している。1963年には全米選手権に唯一の出場があり、この年に創設された女子テニス国別対抗戦・フェデレーションカップにもハンガリー代表選手として出場した。1964年全仏選手権の3回戦敗退とウィンブルドン選手権の1回戦敗退を最後に、ジュジャ・ケルメツィは40歳で競技テニスから引退する。ウィンブルドンの1回戦で、ケルメツィがビビアン・デニス（Vivienne Dennis）との試合を1ゲームだけで棄権した後、地元イギリスの新聞はケルメツィの撤退を「フェアな態度だった」と書いたという。それは（もし初戦を突破した場合の）次の対戦相手が、南アフリカのグレンダ・スワンであったことから、当時共産主義国家であったハンガリーの選手が、当時アパルトヘイトを推進していた南アフリカの選手と試合することは「禁止されていた」ためである。彼女の引退当時は、テニスの試合にもこのような政治の影が落ちていた。
選手生活からの引退後、ケルメツィはハンガリーで後進の育成に携わった。彼女が65歳の時、1989年にハンガリーの共産主義政権が崩壊する。2006年8月25日、ケルメツィは82歳の誕生日に国際テニス連盟から「テニスに貢献した選手の賞」（Awards for Services to the Game）を授与された。一緒に受賞した選手は総計13名で、その中にはクルト・ニールセン（デンマーク）、加茂公成（日本）、バルバラ・シェット（オーストリア）、アンナ・スマシュノワ（イスラエル）、ジーナ・ガリソン（アメリカ）などがいた。しかし、国際テニス連盟の表彰から1ヶ月もたたないうちに、ジュジャ・ケルメツィは2006年9月16日に82歳と22日で死去した。